# أرابز غوت تالنت
أرابز غوت تالنت (بالعربية: للعرب مواهب) برنامج ترفيهي من نوع تلفزيون الواقع يسلط الضوء على البحث عن المواهب الفردية والجماعية الموجودة لدى العرب. البرنامج هو النسخة العربية من البرنامج البريطاني "Britain's Got Talent" الذي عرض للمرة الأولى في الولايات المتحدة الأمريكية عام 2009 على قناة إن.بي.سي، ولاقى نجاحًا كبيرًا.
انطلق البرنامج عربياً في 14 يناير 2011 على قناة ام بي سي 4، وهو من تقديم الإعلامية اللبنانية ريا أبي راشد ومغني الهيب هوب السعودي قصي خضر. يتم تسجيل البرنامج في استوديوهات شركة جي ماجيك في بيروت. تبلغ قيمة الجائزة المقدمة للفائز بالمسابقة 500.000 ريال سعودي وسيارة كرايسلر 300C.

## فكرة البرنامج
المسابقة تتيح الفرصة لمواهب الدول العربية لاعتلاء خشبة المسرح لعرض أفضل ما لديهم من ابداع امام لجنة تحكيم متخصصة وأمام الملايين من المشاهدين العرب والتنافس بين بعضهم البعض من أجل نيل الجائزة النقدية الكبرى. الاشتراك مفتوح أمام كل أنواع المواهب مثل: البهلوانيين، الكوميديين، الراقصين، المغنين، الموسيقيين، مدربي الحيوانات، فناني السيرك وغيرهم. يستطيع الاشتراك أي شخص مهما كان عمره ومهما كان نوع احترافه، بمفرده أو مع مجموعة أن تقدم للاشتراك.
خلال جميع مراحل المسابقة، الثلاثة يبقون جالسون في وسط المسرح وأمامهم منضدة عليها ثلاثة أزرار حمراء تضيء ثلاثة حروف X كبيرة. إذا هم الثلاثة كبسوا على الأزرار، هذا يعني أن العرض أو الأداء لم يعجبهم والمتسابق يوقف عرضه ويستمع إلى رأي اللجنة ومبرراتها ويغادر المسابقة. كما يغادر المتسابق إذا حصل على صوتين ضد وواحد لصالحه.
المسابقة تتألف من أربعة مراحل هي:
- الأولى - مرحلة مقابلات:

تجرى في عدة دول ومدن عربية لانتقاء أفضل المواهب. على المشتركين تقديم عرض نموذج، لكي يعطوا للحكام فكرة عن ما يمكنهم فعله. إذا نالوا أعجاب لجنة التحكيم ينتقلون للمراحل التالية.
- الثانية - مرحلة المشاورات:

وهي مرحلة تصفيات، بها أعضاء لجنة التحكيم يجتمعون ليشاهدوا مرة أخرى عروض المتسابقين الذين أختاروهم في مرحلة المقابلات. مهمتهم انتقاء 48 متسابق لينتقلوا لمرحلة العروض المباشرة.
- الثالثة - التصفيات نصف النهائية:

أفضل 48 متسابق اختارتهم لجنة التحكيم سيقدموا أفضل ما لديهم على مدى ستة حلقات تبث على هواء مباشرةً، ثمان مشتركين في كل حلقة. وهنا الجمهور في سائر أنحاء الدول العربية يشارك عبر التصويت لموهبته المفضلة عبر الهاتف والرسائل النصية القصيرة. يبقى الثلاثة الأكثر تلقيا أتصالات ورغبة من قبل المشاهدين ولكن لا يتم أعلان تسلسل تلقي الأصوات. الأكثر تصويت ينتقل تلقائيا للحلقة النهائية والمتسابق الثاني تختاره لجنة التحكيم حسب رأيها الشخصي والثالث يغادر المسابقة.
- الرابعة - الحلقة النهائية:

في الحلقة الأخيرة من السباق يتنافس فيها أفضل 12 موهبة عربية تأهلت من المراحل السابقة، والحكم فيها هو المشاهد العربي الذي سيصوت لمن يراه الأفضل ويستحق الفوز. وموهبة واحدة فقط ستفوز بالجائزة الكبرى المقدمة.

## المقدمين والحكام

### المقدمين
| المقدمين     | الموسم 1 | الموسم 2 | الموسم 3 | الموسم 4 | الموسم 5 | الموسم 6 | الموسم 7 |
| ------------ | -------- | -------- | -------- | -------- | -------- | -------- | -------- |
| قصي خضر      |          |          |          |          |          |          |          |
| ريا أبي راشد |          |          |          |          |          |          |          |
| ناردين فرج   |          |          |          |          |          |          |          |
| وائل منصور   |          |          |          |          |          |          |          |

### الحكام
| الحكام      | الموسم 1 | الموسم 2 | الموسم 3 | الموسم 4 | الموسم 5 | الموسم 6 | الموسم 7 |
| ----------- | -------- | -------- | -------- | -------- | -------- | -------- | -------- |
| علي جابر    |          |          |          |          |          |          |          |
| نجوى كرم    |          |          |          |          |          |          |          |
| ناصر القصبي |          |          |          |          |          |          |          |
| أحمد حلمي   |          |          |          |          |          |          |          |
| عمرو أديب   |          |          |          |          |          |          |          |
| باسم يوسف   |          |          |          |          |          |          |          |

## المواسم

### نظرة عامة
| الموسم | أول حلقة       | النهائي        | الفائز            | الثاني           | الثالث      | القناة                                   | الجائزة |
| ------ | -------------- | -------------- | ----------------- | ---------------- | ----------- | ---------------------------------------- | --- |
| 1      | 14 يناير 2011  | 14 أبريل 2011  | عمرو قطامش        | نور الدين بنوقاص | أحمد البايض | MBC 4 إم بي سي مصر قناة المستقبل الأرضية | شيفروليه كمارو 2011 و000 500 ريال سعودي.                                                                        |
| 2      | 6 أبريل 2012   | 20 يونيو 2012  | فريق خواطر الظلام | دالية شيح        | شما حمدان   | MBC 4 إم بي سي مصر قناة المستقبل الأرضية | شيفروليه كمارو 2012 و000 500 ريال سعودي.                                                                        |
| 3      | 14 سبتمبر 2013 | 7 ديسمبر 2013  | فرقة سيما         | جنيفر غراوت      | محمد الديري | MBC 4 إم بي سي مصر قناة المستقبل الأرضية | كرايسلر 300C موديل 2013 و000 500 ريال سعودي.                                                                    |
| 4      | 20 ديسمبر 2014 | 7 مارس 2015    | صلاح إنترتاينر    | ياسمينا          | ماراوا      | MBC 4 إم بي سي مصر قناة المستقبل الأرضية | كرايسلر 300C و000 500 ريال سعودي ورحلة إلى لندن لحضور تصوير النسخة البريطانية من البرنامج مقدمة من شركة سفن أب. |
| 5      | 11 مارس 2017   | 20 مايو 2017   |                   |                  |             |                                          | |
| 6      | 16 فبراير 2019 |                |                   |                  |             |                                          | |
| 7      | 16 أكتوبر 2024 | 18 ديسمبر 2024 |                   |                  |             | MBC                                      | 000 250 ريال سعودي                                                                                              |

### الموسم الأول (2011)
بدأ عرض الموسم الأول في 14 يناير 2011 وأستمر حتى 08 إبريل 2011. والفائزون بالمراكز الثالثة هم:
| الفائز بالسباق | المركز الثاني    | المركز الثالث |
| -------------- | ---------------- | ------------- |
| عمرو قطامش     | نور الدين بنوقاص | أحمد البايض   |

### الموسم الثاني (2012)
أُطلق الموسم الثاني للبرنامج في 06 إبريل 2012، تم استبدل الإعلامي عمرو أديب بالممثل السعودي ناصر القصبي. وعرضت الحلقة الأخيرة في 29 يونيو 2012. والفائزون بالمراكز الثالثة هم:
| الفائز بالسباق    | المركز الثاني | المركز الثالث |
| ----------------- | ------------- | ------------- |
| فريق خواطر الظلام | دالية شيح     | شما حمدان     |

### الموسم الثالث (2013)
أُطلق الموسم الثالث للبرنامج في 14 سبتمبر 2013، واستمر حتى 7 ديسمبر 2013، تم إضافة عضو رابع على لجنة التحكيم وهو الممثل المصري أحمد حلمي. والفائزون بالمراكز الثالثة هم:
| الفائز بالسباق | المركز الثاني | المركز الثالث |
| -------------- | ------------- | ------------- |
| فرقة سيما      | جنيفر جراوت   | محمد الديري   |

### الموسم الرابع (2014–2015)
أُطلق الموسم الرابع للبرنامج في 19 ديسمبر 2014 واستمر حتى 7 مارس 2015. أهم الاضافات في هذا الجزء هو إضافة الباز الذهبي وهو حق لكل عضو في اللجنة لمرة واحدة في مرحلة التصفيات لتأهيل متسابق واحدة مباشرة للنصف نهائيات.
| الفائز بالسباق | المركز الثاني | المركز الثالث |
| -------------- | ------------- | ------------- |
| صلاح إنترتاينر | ياسمينا       | ماراوا        |

### الموسم الخامس (2017)
أطلق الموسم الخامس للبرنامج في 11 مارس 2017، كان من المتوقع الإبقاء على نفس لجنة تحكيم الموسم الرابع الا أن الكوميدي السعودي ناصر القصبي انسحب عن هذا الموسم بسبب انشغاله في تصوير مسلسل.

### الموسم السادس (2019)
أطلق الموسم السادس للبرانمج في 16 فبراير 2019، بقيت نفس لجنة التحكيم ونفس مقدمي الموسم الخامس.

### الموسم السابع (2024)
أطلق الموسم السابع للبرنامج في 16 أكتوبر 2024، إنسحب أحمد حلمي وعلي جابر وحلّ محلهما ناصر القصبي وباسم يوسف، مع إنسحاب المقدم قصي خضر.

## وصلات خارجية
- أرابز غوت تالنت على موقع IMDb (الإنجليزية)
- أرابز غوت تالنت على موقع قاعدة بيانات الفيلم (الإنجليزية)
- صفحة البرنامج للموسم الأول.
- صفحة البرنامج للموسم الثاني.
- صفحة البرنامج للموسم الثالث.
- صفحة البرنامج للموسم الرابع.
- أرابز غوت تالنت  على فيسبوك.